# Kölsch (dialect)
Kölsch, in het Nederland Keuls, is het lokale, Ripuarische stadsdialect dat in Keulen wordt gesproken. 

## Classificatie
- Indo-Europees
  - Germaans
    - West-Germaans
      - Rijnlands / Middelfrankisch
        - Ripuarisch
          - Keuls

## Hoofdkenmerken
Het taalgebied van het Kölsch ligt ten zuiden van de Benrather linie (machen/maken-isoglosse), maar ten noorden van de Sankt-Goarse linie (dit is de isoglosse voor bijvoorbeeld das/dat en was/wat). Hierdoor zegt men in het Kölsch zowel machen als dat.

## Verwante dialecten
Buiten Keulen zelf worden er nauw verwante dialecten gesproken in het om Keulen heen liggende Rijnland: het Keulse land tussen Aken/Heinsberg/Eupen en Gummersbach/Siegen, en tussen Euskirchen en Leverkusen. Ook in Bonn spreekt men nog een vergelijkbaar dialect.
In de provincie Nederlands-Limburg worden in enkele grensgemeentes dialecten gesproken die eveneens sterke gelijkenis vertonen met het Kölsch. Dit is voornamelijk het geval in Kerkrade (zie Kerkraads), Bocholtz, Simpelveld, Lemiers en Vaals (zie Vaalser dialect). Al deze gemeentes maakten ooit deel uit van het Land van Gulik, waar tevens een stukje van het huidige Noordrijn-Westfalen onder viel.

## Woordenboeken
Een zeer typisch kenmerk van de fonologie van het Kölsch is dat de echte g-klank nagenoeg alleen soms binnen woorden bestaat; ergens anders en vaak ook elders binnen woorden verandert deze klank in "j" (vaak aan het begin van woorden), "r", "sch"/"ch" of een "g" zoals die ook in het Nederlands voorkomt. Hierdoor wordt "heel goed" in het Kölsch bijvoorbeeld vertaald als janz joot (in het Standaardduits wordt dit ganz gut).
Er bestaan woordenboeken Duits-Kölsch en Kölsch-Duits. Vanwege het voorgaande hebben Kölsch-Duitse woordenboeken meestal geen eigen ingang voor de letter "G": op "F" volgt meteen "H".
Een woordenboek Kölsch-Nederlands of Nederlands-Kölsch bestaat tot nu toe nog niet.

## Muziek in het Kölsch

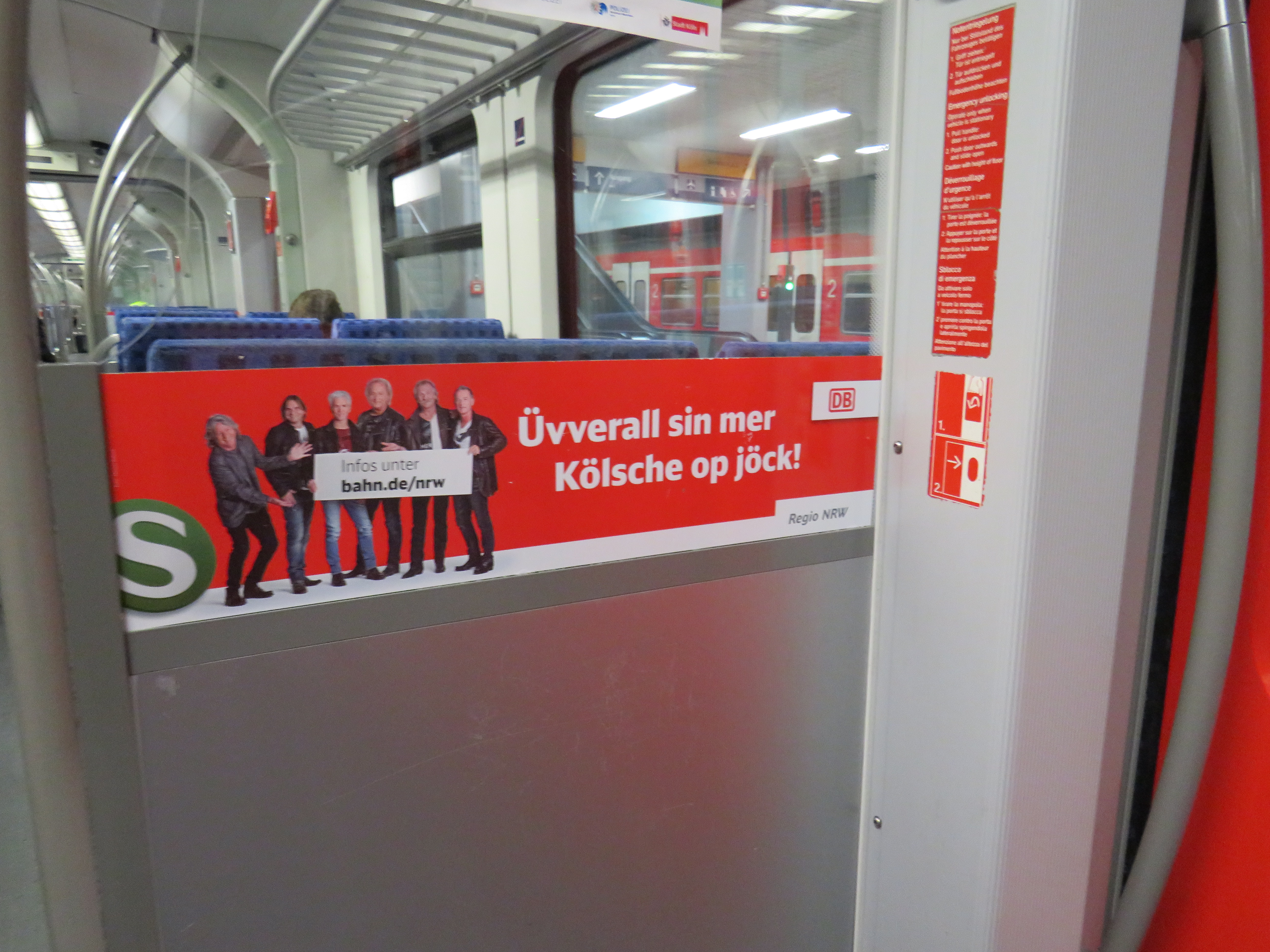
Kölsch dialect in een trein van de S-Bahn Köln

In en in de nabije omgeving van Keulen wordt veel gezongen in het Kölsch, niet alleen tijdens carnaval. Zo zijn er enkele bekende rockbands die bijna uitsluitend in het Kölsch zingen:
- BAP, in Nederland en België vooral bekend door hun lied Kristallnaach.
- Bläck Fööss, ook in Nederlands-Limburg en Noord-Brabant vooral bekend van hun carnavalsliedjes. Daarnaast maakten ze in 1989 (in het Standaardduits) een eigen bewerking van Herbert Grönemeyers lied Männer.
- Brings, eigentijdse Kölsche rockband die voor 1. FC Köln een liedje genaamd Kölsche Jung maakten.
- De Höhner, die als huisband van 1. FC Köln  vanaf circa 1990 verantwoordelijk was voor de clubliedjes. Ze zijn waarschijnlijk nog het bekendst van het "lijflied" Viva Colonia, dat door Wolter Kroes in het Nederlands is vertaald als Viva Hollandia en daardoor ook in Nederland erg bekend is geworden.

Alle bovengenoemde bands zijn of waren daarnaast betrokken bij het grootschalige burgerlijke verzet van de Keulenaars tegen rechts-extremisme, zoals vertoond bij de grote demonstraties "Arsch huh, Zäng ussenander" in 1992 (100.000 deelnemers) en "Köln stellt sich quer" in 2008 (40.000 deelnemers).

## Het Onzevader in het Kölsch
Deze moderne Keulse versie van het Onzevader is van Jean Jenniches (1894-1979)
Vatterunser

Leeve Herrjott, hellich ess Dinge Name.

Vum Himmel us rejeers Do et janze Weltall

noh Dingem Welle.

Wie ne Vatter sorgs Do för de Minschheit,

die he op de Äd Di Rich erwaden deit.

Vill Nut es en der Welt, dröm bedde mer:

maach doch, dat keine Minsch mieh muss

Hunger ligge.

Nemm vun uns alle Sündeschold,

domet och jederein ess jnädich de eije

Schöldner.

Helf Do uns, dat meer alle Versökunge

widderstonn,

un halt alles vun uns fähn, wat unsem

iwije Heil schade künnt.

Amen.

## Voetnoten
1. ↑  Jean Jenniches: Foder för Laachduve, pagina 139 , Greven Verlag, Keulen, 2009. ISBN 978-3-7743-0435-2